# Ricochet (The Edgar Wallace Mystery Theatre)
Pour les articles homonymes, voir Ricochet.
Ricochet est un épisode de la série télévisée britannique Edgar Wallace Mysteries (en) diffusé en mars 1963 réalisé par John Llewellyn Moxey et scénarisé par Roger Marshall et Edgar Wallace.

## Distribution
- Maxine Audley : Yvonne Phipps
- Richard Leech : Alan Phipps
- Alex Scott (en) : John Brodie
- Dudley Foster : Peter Dexter
- Patrick Magee : Inspector Cummins
- Frederick Piper : Siddall
- June Murphy : Judy
- Virginia Wetherell : Brenda
- Alec Bregonzi : Max
- Keith Smith : Porter
- Peter Torquill : Sgt. Walters
- Nancy Nevinson : Elsie Siddall
- William Dysart : 1st Skater
- Barbara Roscoe : Pretty Girl Skater
- Anne Godley : Wardress